# Атанас Манчев
Вижте пояснителната страница за други личности с името Манчев.
Атанас Иванов Манчев е български поет с литературен псевдоним Моц. Участник в комунистическото съпротивително движение по време на Втората световна война и партизанин.

## Биография
Атанас Манчев е роден на 28 януари 1921 г. в село Даутлии (понякога погрешно произнасяно Давутлии) днес гр. Каблешково. Основно образование получава в родното си село. Завършва гимназия в Бургас, където още от 1935 г. участва в марксистко-ленински кръжоци, а от 1937 г. е член на РМС. Участва в театрални постановки, пише стихове. Най-известното му стихотворение е „Повеля на времето“.
От 1940 г. е студент по право в Софийския университет, но скоро се отказва и продължава да учи Славянска филология. Като член на БОНСС подкрепя т.нар. Соболева акция на БРП (к) (БКП). През 1941 г. по нареждане на Централния комитет на РМС напуска университета и София и става секретар на окръжния комитет на РМС в Бургас. Застрашен от арестуване в края на 1941 г. преминава в нелегалност. Опитва да развива активна пропагандна дейност сред населението в Айтоския партиен район и участва в комунистическото подривно движение по време на Втората световна война като един от организаторите на партизански отряд „Народен юмрук“ и партизанин от пролетта на 1942 г. Политкомисар на партизански отряд „Васил Левски“ (1944). Самоубива се в Айтос след продължително сражение с жандармерията на 21 май 1944 г.

## Памет
На Атанас Манчев е наречена улица в квартал „Студентски град“ в София (Карта).
Неговото име носи читалището в родния му град Каблешково, бургаски фолклорен ансамбъл, училище в Айтос.